# Lake of Menteith
Lake of Menteith är en sjö i Storbritannien.   Den ligger i kommunen Stirling och riksdelen Skottland, i den nordvästra delen av landet, 600 km nordväst om huvudstaden London. Lake of Menteith ligger 27 meter över havet.Trakten runt Lake of Menteith består i huvudsak av gräsmarker.